# Negreira
Negreira è un comune spagnolo di 7 079 abitanti situato nella comunità autonoma della Galizia. Il suo territorio è attraversato dal fiume Tambre.